# Amazing Grace (Film, 1992)
Amazing Grace (Originaltitel: Hessed Mufla, Hebräisch: חסד מופלא) ist ein israelischer Spielfilm von Amos Guttman aus dem Jahr 1992, der sich mit dem Thema AIDS und einer schwulen Liebesbeziehung auseinandersetzt. Der Film gehört zum New Queer Cinema.

## Handlung
Jonathan, ein junger Mann vom Land, zieht nach Tel Aviv und beginnt eine Beziehung mit dem HIV-positiven Thomas. Amos Guttman zeigt, wie sich die Verbindung zwischen dem 18-jährigen, offen schwulen Israeli und seinem 30-jährigen Nachbarn aus dem Obergeschoss entfaltet. Der Film verbindet fiktionale Szenen mit biografischen Elementen und beleuchtet Liebe, Krankheit und gesellschaftliche Ausgrenzung.

## Hintergrund und Rezeption
Amos Guttmans Klassiker Amazing Grace aus dem Jahr 1992 verwandelt Konflikte des Alltags in eine Vision der Liebe im Angesicht von allgegenwärtigem Leid. Als erster Film, der sich mit den Folgen der AIDS-Krise auf die israelische Gesellschaft beschäftigt, ist er zudem eng mit der Biografie des Regisseurs verbunden: Amos Guttman, der als Wegbereiter des New Queer Cinema und Gegner des Establishments in Israel konsequent queere und politisch unbequeme Filme drehte, starb am 16. Februar 1993 im Alter von 38 Jahren.

## Veröffentlichung und Auszeichnungen
Amazing Grace wurde 1992 auf dem Jerusalem International Film Festival  mit dem Preis für den besten Spielfilm ausgezeichnet und erhielt auf dem Torino Film Festival den Special Attribute Award. Er lief auf folgenden Festivals im internationalen Wettbewerb: 1992 Rotterdam International Film Festival, 1992 Chicago International Film Festival. Amazing Grace wird von Salzgeber im deutschsprachigen Raum vertrieben.